# Pitch shift

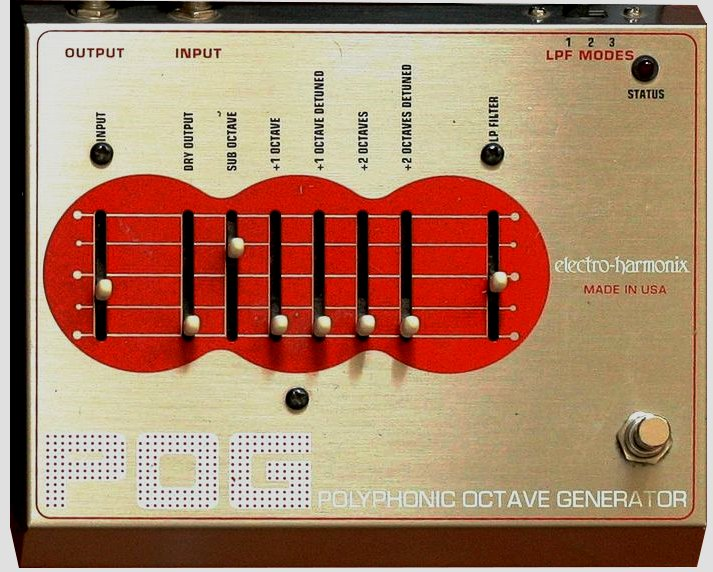
POG oktaveffekt

Pitch shifting (tonhöjdsförändring) är en ljudinspelningsteknik där den ursprungliga tonhöjden för ett ljud höjs eller sänks. Effektenheter som höjer eller sänker tonhöjd inom ett förvalt intervall kallas "pitch shifters" eller "pitch benders".

## Pitch/time shifting
Den grundläggande metoden för att öka en tonhöjd och minska dess längd, eller omvänt, att minska tonhöjden och öka dess längd är att förändra inspelnings eller uppspelningshastigheten. Det kan exempelvis åstadkommas genom att förändra bandmatararens diameter på en rullbandspelare med magnetband, ofta genom olika typer av tejp.
En förändring av diametern påverkar den hastighet som bandet registrerar ljudet, vilket i sin tur förändrar tonhöjden vid en normal uppspelning.
Tekniken förbättrades senare genom att istället låta varvtalet på bandmataren förändras direkt, via elektroniska styrningar. Denna metod med förändra varvtalet gjorde förändringarna både enklare och mer omedelbara. När det gäller vinylskivor, har samma metod använts: genom att trycka på skivtallriken kan tonhöjden sänkas och motsatt kan den höjas genom att skivtallriken fås att snurra fortare, vilket också påverkar uppspelningshastigheten. Att förändra tonhöjd och tempo oberoende av varandra är dock svårare.

## Pitch shifter och harmonizer
En pitch shifter är en ljudeffektsenhet som höjer eller sänker tonhöjden med ett förinställt intervall. Exempelvis kommer en pitch shifter inställd på en fjärdedels förhöjning att höja varje ton tre diatoniska intervall ovanför den faktiskt spelade tonhöjden. Enkla pitch-reglage kan höja eller sänka tonhöjden en eller två oktaver, medan mer avancerade enheter erbjuder ett urval av intervallförändringar. Olika typer av pitch-reglage ingår i de flesta ljudprocessorer idag.
En harmonizer är en typ av pitch shifter som förflyttar en sekvens i tonhöjd utan att påverka uppspelningstiden.
I en digital inspelning uppnås en pitch shifting genom digital signalbehandling. Äldre digitala processorer kunde ofta bara flytta tonhöjden i efterhand, medan många moderna enheter kan ändra pitch-värden i realtid.
Pitch shifting ska inte förväxlas med pitch correction, en teknik som använder digital signalprocessing (DSP) i program som exempelvis Auto-Tune, för att rätta till intonationsfelaktigheter i en inspelning (eller i realtid). Pitch shifting höjer eller sänker alla tonhöjder i en inspelning av samma diatoniska intervall, medan pitch correction gör olika förändringar från ton till ton.